# Vuele-Gåttere
Vuele-Gåttere är en sjö i Bergs kommun i Härjedalen och ingår i Ljungans huvudavrinningsområde. Sjön har en area på 0,358 kvadratkilometer och ligger 934,1 meter över havet.

## Delavrinningsområde
Vuele-Gåttere ingår i det delavrinningsområde (697739-133670) som SMHI kallar för Utloppet av Vuele-Gåttere. Medelhöjden är 954 meter över havet och ytan är 1,59 kvadratkilometer. Räknas de 2 avrinningsområdena uppströms in blir den ackumulerade arean 6,78 kvadratkilometer. Vattendraget som avvattnar avrinningsområdet har biflödesordning 3, vilket innebär att vattnet flödar genom totalt 3 vattendrag innan det når havet efter 349 kilometer. Avrinningsområdet består mestadels av kalfjäll (78 procent). Avrinningsområdet har 0,35 kvadratkilometer vattenytor vilket ger det en sjöprocent på 22,3 procent.